# امونس (مینه‌سوتا)
امونس، مینه‌سوتا (به انگلیسی: Emmons, Minnesota) یک شهر در ایالات متحده آمریکا است که در شهرستان فری‌بورن، مینه‌سوتا واقع شده‌است.

## خصوصیات
امونس ۲٫۰۷ کیلومترمربع مساحت و ۳۹۱ نفر جمعیت دارد و ۳۹۳ متر بالاتر از سطح دریا واقع شده‌است.